# Spencer (Wirginia Zachodnia)
Spencer – miasto w Stanach Zjednoczonych, w stanie Wirginia Zachodnia, siedziba administracyjna hrabstwa Roane.